# Combat Ju-Jutsu International Federation

## Combat Ju-Jutsu International Federation (CJJIF)
De Combat Ju-Jutsu International Federation (CJJIF) is de wereldwijde overkoepelende organisatie voor Combat Ju-Jutsu. De federatie is verantwoordelijk voor het vaststellen van regels, het organiseren van internationale evenementen, het accrediteren van instructeurs en het bevorderen van de sport op mondiaal niveau.

### Oprichting
De CJJIF werd opgericht in het begin van de 21e eeuw met als doel de standaardisatie en wereldwijde promotie van Combat Ju-Jutsu. De federatie verenigt nationale bonden uit meer dan 40 landen verspreid over Europa, Azië, Noord-Amerika, Zuid-Amerika en Afrika.

### Taken en Doelen
- Ontwikkelen van technische normen en wedstrijdrichtlijnen
- Organiseren van wereldwijde toernooien en kampioenschappen
- Opleiden en certificeren van scheidsrechters en coaches
- Integratie van Combat Ju-Jutsu in militaire en politieopleidingen
- Ondersteuning van jeugd- en vrouwensport